# 74625 Tieproject
74625 Tieproject è un asteroide della fascia principale. Scoperto nel 1999, presenta un'orbita caratterizzata da un semiasse maggiore pari a 2,3238695 UA e da un'eccentricità di 0,2521051, inclinata di 3,79065° rispetto all'eclittica.
L'asteroide è dedicato al Progetto TiE che permetta l'utilizzo in remoto dei telescopi di Monte Wilson e Las Campanas a studenti di tutto il mondo.